# Wojciech Lewandowski
Wojciech Lewandowski (ur. 13 sierpnia 1985) – polski lekkoatleta specjalizujący się w trójskoku i w skoku w dal.
Zawodnik klubów: KS Nadwiślanin Chełmno (2001-2005), KS AZS AWF Wrocław (2006-2010). Brązowy medalista mistrzostw Polski w trójskoku (2009). Ponadto w tej konkurencji został srebrnym medalistą halowych mistrzostw Polski (2009) oraz srebrnym medalistą młodzieżowych mistrzostw Polski (2007). W skoku w dal był brązowym medalistą młodzieżowych mistrzostw Polski (2005).
Rekordy życiowe: trójskok - 15,99 (2007), skok w dal - 7,38 (2006).